# Línea 191B (Interurbanos Madrid)
La línea 191B de la red de autobuses interurbanos de Madrid une Buitrago del Lozoya con Somosierra.

## Características
Esta línea une ambos municipios, efectuando parada en otros municipios de la Sierra Norte de Madrid.
El servicio se realiza mediante furgonetas micro, para permitir el giro en La Acebeda. Tiene conexión en Buitrago del Lozoya con la línea 191 para comunicar Somosierra (y las demás localidades por las que circula) con Madrid. Su recorrido hasta La Acebeda es casi idéntico al de la línea 196, complementándose con ella de lunes a viernes laborables, que es cuando la línea 196 no circula. Las localidades de Robregordo y Somosierra se encuentran también abastecidas por los servicios de la línea 191 que continúan a Somosierra todos los días de la semana.
Siguiendo la numeración de líneas del CRTM, las líneas que circulan por el corredor 1 son aquellas que dan servicio a los municipios situados en torno a la A-1 y comienzan con un 1. Aquellas numeradas dentro de la decena 190 corresponden a aquellas que circulan por la Sierra Norte de Madrid. En concreto, la línea 191B indica un incremento sobre la línea 191 ya que se necesita para enlazar con Madrid los lugares por los que circula la línea 191B. Esto se hace en Buitrago del Lozoya como punto central de la comarca de la Sierra Norte desde donde parten esta y otras líneas complementarias a la línea 191.
La línea mantiene los mismos horarios todo el año (exceptuando las vísperas de festivo y festivos de Navidad).
Está operada por la empresa ALSA mediante la concesión administrativa VCM-103 - Madrid - Buitrago - Rascafría (Viajeros Comunidad de Madrid) del Consorcio Regional de Transportes de Madrid.

### Sublíneas
Aquí se recogen todas las distintas sublíneas que ha tenido la línea 191B. La denominación de sublíneas que utiliza el CRTM es la siguiente:
- Número de línea (191B)
- Sentido de circulación (1 ida, 2 vuelta)
- Número de sublínea

Por ejemplo, la sublínea 191B202 corresponde a la línea 191B, sentido 2 (vuelta) y el número 02 de numeración de sublíneas creadas hasta la fecha.
| Ida     | Ruta                             | Itinerario                       | Vuelta  | Ruta | Itinerario                              |
| 191B101 | -                                | Buitrago - Somosierra            | 191B201 | -    | Somosierra - Buitrago                   |
| 191B102 | No existe la ruta "sb" de vuelta | No existe la ruta "sb" de vuelta | 191B202 | sb   | Solo Somosierra - Robregordo - Buitrago |
| 191B103 | a                                | Buitrago - La Acebeda            | 191B203 | a    | La Acebeda - Buitrago                   |

## Horarios
| Lunes a viernes laborables | Lunes a viernes laborables | Lunes a viernes laborables | Lunes a viernes laborables | Lunes a viernes laborables | Sábados laborables, domingos y festivos | Sábados laborables, domingos y festivos | Sábados laborables, domingos y festivos |
| Buitrago > Somosierra      | Buitrago > Somosierra      | Buitrago > Somosierra      | Buitrago > Somosierra      | Buitrago > Somosierra      | Buitrago > Somosierra                   | Buitrago > Somosierra                   | Buitrago > Somosierra                   |
|                            |                            | 10:00                      | 13:50                      | 17:50                      | 07:00                                   | 11:35                                   | 19:45                                   |
| Somosierra > Buitrago      | Somosierra > Buitrago      | Somosierra > Buitrago      | Somosierra > Buitrago      | Somosierra > Buitrago      | Somosierra > Buitrago                   | Somosierra > Buitrago                   | Somosierra > Buitrago                   |
| 06:55                      | 08:40                      | 11:00                      | 14:40                      | 18:25                      | 08:00                                   | 12:35                                   | 20:45                                   |

1. 1 2 3  Hasta/desde La Acebeda
2. ↑  Sólo Somosierra - Robregordo - Buitrago

## Recorrido y paradas

### Sentido Somosierra
La línea inicia su recorrido en la Avenida de Madrid de Buitrago del Lozoya, saliendo hacia el norte para incorporarse a la A-1, por la que circula hasta la salida de La Serna del Monte/Piñuécar. Aquí toma la carretera M-132 en dirección a Piñuécar.
Desde Piñuécar sale a la carretera M-137 y a pocos kilómetros de esta localidad se desvía por la carretera M-143 en dirección a Madarcos y la carretera M-141 hacia Horcajo de la Sierra. Se dirige hacia el sur por la carretera M-136 de Aoslos, desde la que se dirige a La Acebeda cruzando por el puente de la A1 en el km. 83 y tomando la carretera M-978. Vuelve por la misma carretera y continúa hacia el norte desviándose  en dirección a Robregordo, donde tienen parada en la antigua N-I, llegando por la misma a Somosierra, donde tiene la línea su cabecera.
| Código                                       | Zona | Localidad            | Denominación                          | Ubicación                                | Líneas de la parada                   |
| -------------------------------------------- | ---- | -------------------- | ------------------------------------- | ---------------------------------------- | ------------------------------------- |
| 21130                                        |      | Buitrago del Lozoya  | Avenida de Madrid - Calle Real        | Avenida de Madrid Nº13                   | 191 191A 191B 195B 196 VAC-157VAC-242 |
| 10403                                        |      | Piñuécar             | Piñuécar - Plaza Mayor                | Plaza Mayor Nº3                          | 191B 196                              |
| 10404                                        |      | Madarcos             | Madarcos - Travesía de San Mateo      | Travesía de San Mateo Nº5                | 191B 196                              |
| 10406                                        |      | Horcajo de la Sierra | Horcajo de la Sierra - Calle Carretas | Carretera M-141 Nº48                     | 191B 196                              |
| 12879                                        |      | Aoslos               | Carretera M-136 - El Lomo             | Carretera M-136 (Horcajo-Aoslos) km. 2,6 | 191B 196                              |
| 10408                                        |      | Aoslos               | Aoslos - Calle Real                   | Calle Real Nº128                         | 191B 196                              |
| 18194                                        |      | La Acebeda           | Carretera M-978 - El Royuelo          | Carretera de La Acebeda km. 3,3          | 191B 196                              |
| 10410                                        |      | La Acebeda           | La Acebeda - Calle de la Plazuela     | Calle de la Plazuela S/N.º               | 191B 196                              |
| Los servicios hasta La Acebeda terminan aquí |      |                      |                                       |                                          |                                       |
| 18193                                        |      | La Acebeda           | Carretera M-978 - El Royuelo          | Carretera de La Acebeda km. 3,3          | 191B 196                              |
| 09864                                        |      | Robregordo           | Robregordo - Calle Balgares           | Calle Balgares Nº16                      | 191 191B                              |
| 19230                                        |      | Robregordo           | Robregordo - Calle de las Eras        | Calle Balgares Nº52                      | 191 191B VAC-242                      |
| 10394                                        |      | Somosierra           | Somosierra - Carretera de Irún        | Carretera de Irún Nº2                    | 191191BVAC-242                        |

1. 1 2 3 4  Sólo permite la subida de viajeros
2. 1 2 3  Sólo permite el descenso de viajeros

### Sentido Buitrago del Lozoya
El recorrido es igual al de ida pero en sentido contrario, exceptuando una parada adicional en el cruce de Aoslos.
| Código | Zona | Localidad            | Denominación                          | Ubicación                                | Líneas de la parada                   |
| --- | ---- | -------------------- | ------------------------------------- | ---------------------------------------- | ------------------------------------- |
| 10395 |      | Somosierra           | Somosierra - Carretera de Irún        | Carretera de Irún S/N.º                  | 191 191B VAC-242                      |
| 19231 |      | Robregordo           | Robregordo - Calle de las Eras        | Calle Balgares Nº67                      | 191 191B VAC-242                      |
| 09865 |      | Robregordo           | Robregordo - Calle Balgares           | Calle Balgares Nº23                      | 191 191B                              |
| El servicio de las 8:40 de lunes a viernes laborables no realiza ninguna parada hasta la parada 21130 en Buitrago del Lozoya |      |                      |                                       |                                          |                                       |
| 10036 |      | Aoslos               | Carretera A-1 - Cruce de Aoslos       | A-1 km. 84,5                             | 191 191B                              |
| Los servicios desde La Acebeda comienzan aquí                                                                                |      |                      |                                       |                                          |                                       |
| 10410 |      | La Acebeda           | La Acebeda - Calle de la Plazuela     | Calle de la Plazuela S/N.º               | 191B 196                              |
| 18193 |      | La Acebeda           | Carretera M-978 - El Royuelo          | Carretera de La Acebeda km. 3,3          | 191B 196                              |
| 10409 |      | Aoslos               | Aoslos - Calle Real                   | Calle Real Nº39                          | 191B 196                              |
| 12880 |      | Aoslos               | Carretera M-136 - El Lomo             | Carretera M-136 (Horcajo-Aoslos) km. 2,8 | 191B 196                              |
| 10407 |      | Horcajo de la Sierra | Horcajo de la Sierra - Calle Carretas | Carretera M-141 Nº22                     | 191B 196                              |
| 10404 |      | Madarcos             | Madarcos - Travesía de San Mateo      | Travesía de San Mateo Nº5                | 191B 196                              |
| 12564 |      | Piñuécar             | Piñuécar - Plaza Mayor                | Calle carretera Nº21                     | 191B 196                              |
| 21130 |      | Buitrago del Lozoya  | Avenida de Madrid - Calle Real        | Avenida de Madrid Nº13                   | 191 191A 191B 195B 196 VAC-157VAC-242 |

1. 1 2  Sólo permite el descenso de viajeros
2. 1 2  Sólo permite la subida de viajeros

## Tarifas
Aquí se muestran las tarifas de la línea:

### Billetes sencillos
| OrigenDestino | C2    |
| C2            | 1,3 € |

### Abonos transporte
- En caso de portar un abono inferior a la zona tarifaria de destino, se deberá abonar un suplemento. Dicho suplemento corresponde a la diferencia entre un billete sencillo hacia la corona tarifaria de destino y un billete sencillo a la corona tarifaria del abono portado. Esta restricción también aplica a los abonos interzonales.
- No es válido el abono correspondiente a la zona , por lo que es necesario abonar el billete sencillo correspondiente a la parada de destino.
- A pesar de que las coronas tarifarias ,  y  tengan el mismo coste en el abono transporte, su uso en zonas tarifarias que no es la correspondiente no es válido y se deberá abonar el suplemento mencionado anteriormente. Es por esto que los usuarios de las coronas tarifarias  o  deberán recargar un abono de la corona  al mismo coste que las anteriores para evitar confusión.
- El abono joven y de la tercera edad son válidos para toda la línea.

Para más información, consultar la página oficial del CRTM.